# Il pensiero del Buddha
Il pensiero del Buddha, pubblicato in inglese nel 2009 con il titolo What the Buddha Thought, è una delle opere di Richard Gombrich, indologo di fama internazionale. È il primo saggio di Gombrich tradotto in italiano, nella traduzione di Roberto Donatoni. È stato pubblicato da Adelphi nel settembre del 2012.

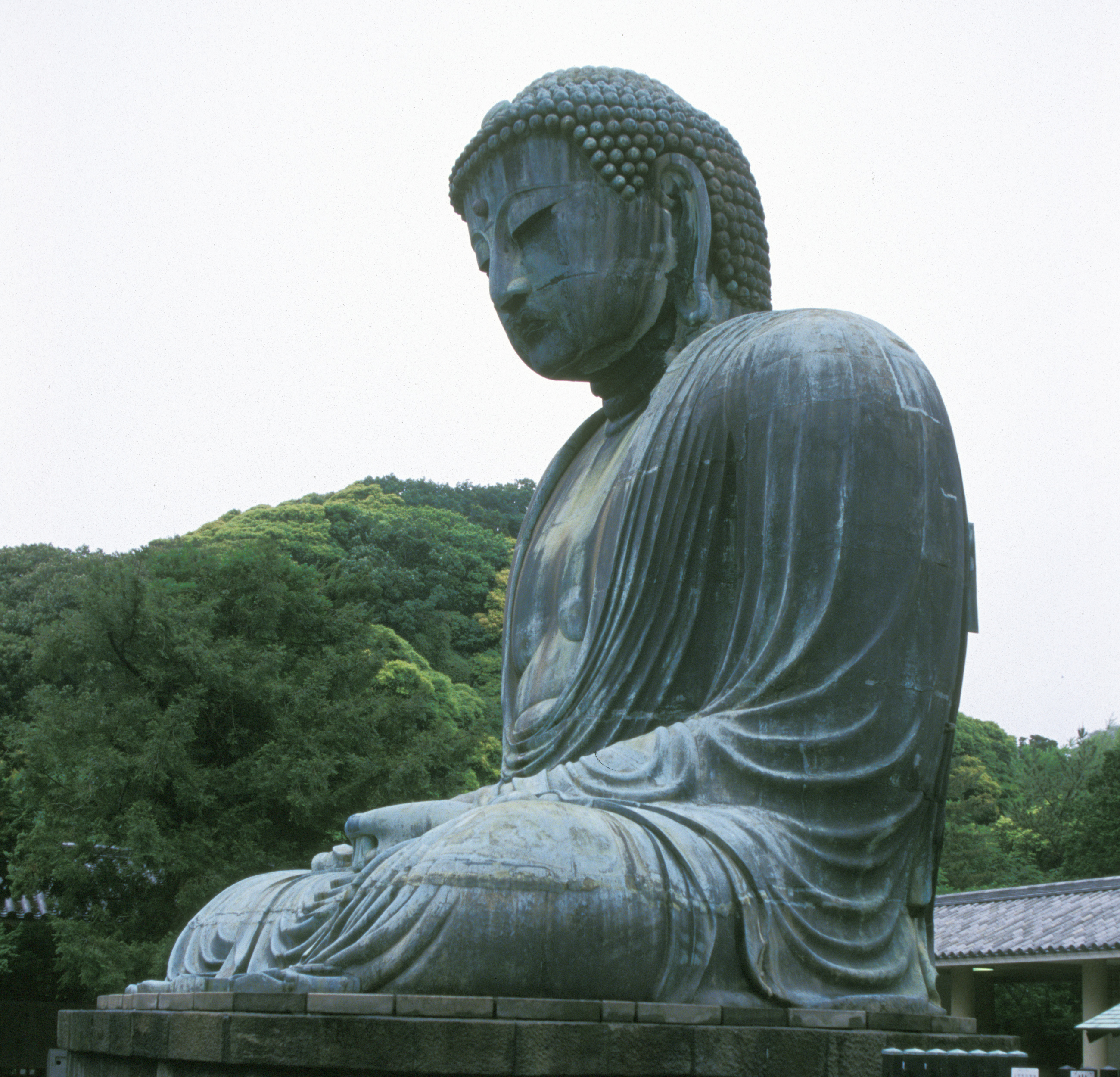
Buddha, Kamakura, Giappone

Gombrich, nel suo nuovo libro, sostiene che il Buddha è stato uno dei pensatori più brillanti e originali di tutti i tempi e che possiamo comprendere la vera interpretazione da dare alle sue parole, solo se le inquadriamo correttamente nel contesto storico in cui vennero pronunciate (non scritte, ma tramandate oralmente dai discepoli, per oltre 400 anni). In questo saggio lo studioso sostiene inoltre, che il pensiero del Buddha ha maggiore coerenza di quanto sia di solito riconosciuto e che spesso, interpreti antichi e moderni hanno tenuto in poco conto le condizioni storico-culturali in cui il Buddha esplicava il proprio pensiero. Gombrich dimostra invece, come sia necessario riferire i testi canonici alle tradizioni e ai linguaggi che erano attuali venticinque secoli or sono, nell'India brahmanica. In particolare raffrontandoli con i Veda, i primi testi della tradizione Induista, e con la tradizione Giainista antica. In questo modo si ottiene un quadro molto più ricco di significato, in cui si possono apprezzare la sottile ironia, la forza del ragionamento logico e le molte innovazioni, contenute nel pensiero buddhista.

## Karma "eticizzato"
Le radici del pensiero buddista poggiano saldamente sulla cultura vedica e brahmanica. Ma se ne discostano in modo netto. Tanto da essere considerato, il buddismo, un elemento di rottura rispetto alla tradizionale visione sociale delle caste, intrinseca a queste dottrine. Gombrich porta, a sostegno della sua tesi, un ragionamento forte che si basa sullo slittamento del significato di "karma" (in pāli: kamma), dalla condizione di perpetuo ripetersi meccanico di un processo di rinascite - funzionali al concetto immutabile di casta come prigione sociale, da cui nessuno può evadere - all'introduzione di una sorta di "libero arbitrio" o eticizzazione del karma, come dice lo stesso autore, che apre la porta dei mondi superiori a chiunque si comporti degnamente, mentre spalanca il baratro della caduta agli inferi per chi tradisce i propri doveri. Sulla base di testi originali, Gombrich rivaluta l'importanza fondamentale di amore e compassione, analizzando la metafora del fuoco come processo, che rappresenta un modello per ogni componente dell'esperienza cosciente. In questo modo, la struttura delle caste viene frantumata dal punto di vista morale, e la nuova teoria del karma, formulata dal Buddha, fornisce un principio di individuazione e afferma la responsabilità di ciascun individuo per il proprio destino. La dottrina del Buddha che scavalca apertamente le caste per rimettere l'uomo di fronte al proprio valore individuale è sintetizzata in un famoso verso del Dhammapada "“Non chiamo bramino colui che è nato da madre bramina, questi, se ricco, può essere chiamato 'Signore'. Colui che non ha possedimenti materiali ed è libero dall'attaccamento, costui io chiamo "bramino". Colui che non nutre aspettative né per questo mondo né per quello a venire, privo di desideri e di appigli, costui io chiamo bramino".

## Fraintendimento dell'uso della metafora
Gombrich ritiene che Buddhaghosa, con la tradizione dei commentari di cui è l'emblema, non sia riuscito a riconoscere il contesto storico in cui il Buddha ha insegnato - che è il contesto del pensiero brahmanico - conservato per noi nei Veda, e soprattutto nelle Upaniṣad. Ciò è comprensibile, Gombrich aggiunge, se si considera che i buddisti non erano interessati al pensiero brahmanico che il Buddha aveva molto pesantemente criticato. Il risultato, tuttavia, è che i buddisti hanno preso alla lettera molti insegnamenti che devono essere considerati come risposte a specifiche dottrine propugnate da maestri contemporanei al Buddha. L'interpretazione troppo letterale delle metafore, porta alla perdita della comprensione della chiave ironica, e a volte satirica, che rappresentano, anche, la vera grandezza e l'originalità delle sue idee.

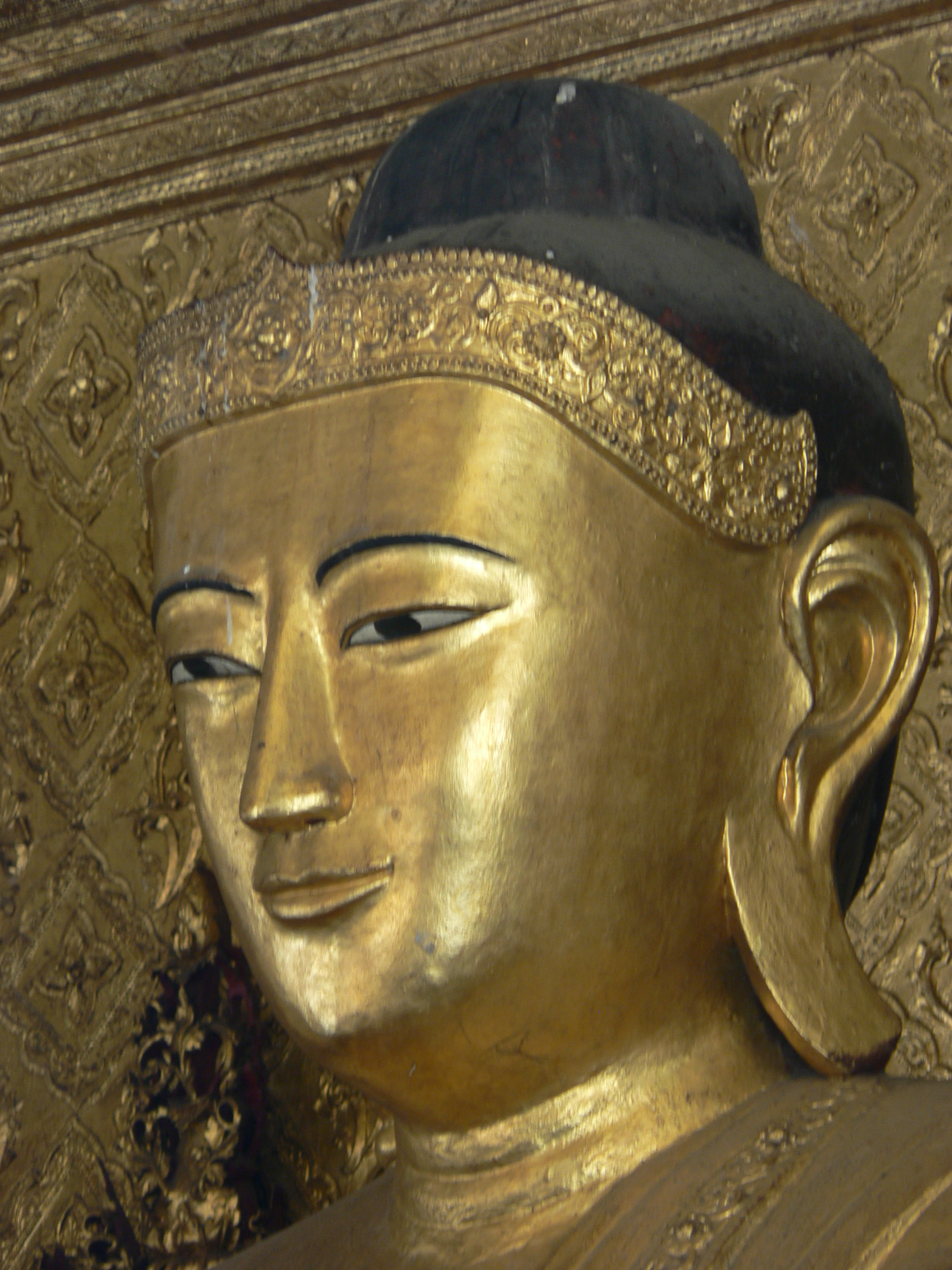
Buddha, pagoda di Shwedagon, Yangon, Myammar

## Origine
Richard Gombrich è un noto studioso inglese del buddismo Theravada: "la scuola degli anziani", e ha sviluppato diversi temi delle sue ricerche in un testo divulgativo del 1996 (non tradotto in italiano), in cui descrive le origini del buddismo. "Il pensiero del Buddha" prende le mosse da quegli studi e viene poi ampliato in una serie di dieci conferenze, tenute nel 2006 alla SOAS di Londra. Il libro contiene molto materiale inedito, in cui Gombrich sottolinea la capacità di astrazione del Buddha che, anche quando usa in modo estensivo la metafora, non basa mai su di essa la dimostrazione delle proprie tesi, come avevano fatto invece, in precedenza, molti pensatori dell'epoca.

## Edizioni
- Richard Gombrich, Il pensiero del Buddha, traduzione di Roberto Donatoni, prima ed., Adelphi, 2012,  p. 283, ISBN 978-88-459-2693-8.